# Trifolium burchellianum
Trifolium burchellianum ist eine Pflanzenart aus der Gattung Klee (Trifolium) innerhalb der Familie der Hülsenfrüchtler (Fabaceae).

## Beschreibung

### Vegetative Merkmale
Trifolium burchellianum ist eine ausdauernde, krautige Pflanze. Die niederliegende Sprossachse ist kahl und bildet Stolonen aus.
Die wechselständig angeordeten Laubblätter sind in Blattstiel und -spreite gegliedert. Der Blattstiel ist relativ lang. Die Blattspreite ist dreizählig unpaariggefiedert. Die Fiederblättchen sind bei einer Länge von 0,8 bis 5 Zentimetern sowie einer Breite von 0,5 bis 1,5 Zentimetern verkehrt-eiförmig, herzförmig, länglich oder elliptisch mit gerundetem oder gekerbtem oberen Ende und zur Basis hin schmaler werdend. Der Blattrand ist fein gezähnelt. Die Nebenblätter sind bis zu 20 Millimeter lang und dreieckig, sich stetig verjüngend; der freie Teil ist etwa ebenso lang wie der verwachsene.

### Generative Merkmale
Auf den bis zu 15 Zentimeter langen Blütenstandsschäften, die in der Nähe des Blütenstandes behaart sind, befinden sich die Blütenstände. Die köpfchenförmigen Blütenstände sind bei Durchmessern von bis zu 3 Zentimetern kugelig und enthalten viele Blüten, die in Wirbeln stehen. Die aufrechten oder nach unten zeigenden Blütenstiele sind etwa 2,5 Millimeter langen.
Die zwittrige Blüte ist zygomorph und fünzählig mit doppelter Blütenhülle. Der Kelch ist etwa 6 Millimeter lang und fast kahl; er ist im unteren Teil röhrenförmig und zehnnervig. Die Kelchzähne sind etwa doppelt so lang wie die Kelchröhre und sichelförmig gebogen. Die purpurfarbene Krone ist 0,8 bis 1,3 Zentimeter lang. Die Fahne ist breit verkehrt-eiförmig mit gerundetem oberen Ende. Die Fahne ist leicht länger als Schiffchen und Flügel.
Die „papierartigen“ Hülsenfrüchte sind bei einer Länge von etwa 5 Millimetern eiförmig und enthalten nur ein oder zwei Samen. Die matten und braun gefleckten Samen durchmessen 1,1 bis 1,5 Millimeter.
Die Chromosomenzahl wurde für die Unterart Trifolium burchellianum subsp. johnstonii mit 2n = 96 bestimmt.

## Systematik und Verbreitung
Die Erstbeschreibung von Trifolium burchellianum erfolgte 1825 durch Nicolas Charles Seringe in Augustin Pyrame de Candolle: Prodromus Systematis Naturalis Regni Vegetabilis ..., Band 2, Seite 200. Das Artepithetum burchellianum ehrt William John Burchell.
Die Art gehört sie zur Serie Lotoidea der Untersektion Lotoidea aus der Sektion Lotoidea in der Gattung Trifolium innerhalb der Familie Fabaceae.

Das Verbreitungsgebiet von Trifolium burchellianum liegt im südlichen und östlichen Afrika. 
Trifolium burchellianum subsp. burchellianum wächst an feuchten und moorigen Standorten in Waldrändern, und Bambus Dickichten in Höhenlagen von 1800 bis 4000 Metern.
Es wurden zwei Unterarten und eine Varietät beschrieben, die je nach Autor gültig sein können:
- Trifolium burchellianum Ser. subsp. burchellianum:[1] Sie kommt in Angola und in den südafrikanischen Provinzen Ost-, Nord-, Westkap, Free State sowie KwaZulu-Natal vor.[2]
- Trifolium burchellianum subsp. johnstonii (Oliv.) Cufod. ex J.B.Gillett:[1] Sie kommt in Äthiopien, Kenia, Uganda, Tansania und KwaZulu-Natal vor.[1][2] Der Name der Unterart ehrt den Afrikaforscher und Entdecker des Okapis, Sir Henry Hamilton Johnston.